# 喬丹·布雷迪
喬丹·史考特·布雷迪（1983年6月21日—）為美國籃球教練、前運動員。
2019年9月布雷迪接掌東南亞職業籃球聯賽東方龍獅兵符，2020年6月卸下兵符，東南亞職業籃球聯賽2019-20賽季受到COVID-19疫情影響 ，東方龍獅只打了10場比賽，取得3勝7敗的戰績。
2024年6月布雷迪出任NCAA第一級別楊百翰大學男子籃球校隊球員發展總監。

## 外部連結
- 喬丹·布雷迪在fiba.basketball（英语）
- 喬丹·布雷迪在NBA G聯盟官網（英语）
- 喬丹·布雷迪在Basketball-Reference.com（NBA G聯盟）（英语）
- 喬丹·布雷迪在Sports-Reference.com（NCAA）（英语）
- 喬丹·布雷迪在Eurobasket.com（球員）（英语）
- 喬丹·布雷迪在Proballers（英语）
- 喬丹·布雷迪在RealGM（英语）
- 喬丹·布雷迪在Eurobasket.com（教練）（英语）